# In the Flesh (tournée)
Pour les articles homonymes, voir In the Flesh.
Tournées par Pink Floyd
Wish You Were Here
(1975) The Wall
(1980-1981)
In the Flesh est une tournée de Pink Floyd donnée en 1977, en promotion de l'album Animals.

## Histoire
La tournée In the Flesh fait suite à la parution de l'album Animals.  La tournée débute à Dortmund le 23 janvier 1977, jour même de la sortie de l'album.  Elle se poursuit à travers l'Europe en février et touche notamment la France avec quatre concerts donnés au Pavillon de Paris les 22, 23, 24 et 25 février.  Suivent le Royaume-Uni en mars et l'Amérique du Nord pendant trois semaines en avril et en mai et trois autres semaines en juin et juillet. 
Sur scène, Pink Floyd est accompagné par le saxophoniste Dick Parry (déjà présent sur l'album The Dark Side of the Moon) et le guitariste Snowy White.  Le spectacle incorpore des films d'animation de Gerald Scarfe ainsi qu'un cochon rose qui survole au-dessus des spectateurs ainsi que bien d'autres effets spéciaux novateurs.   
La tournée se termine au Stade Olympique de Montréal, le 6 juillet 1977.  Ce concert, le premier à avoir lieu lieu au Stade Olympique qui fut inauguré moins d'un an avant, marquera l'histoire du groupe alors qu'en début de spectacle, Roger Waters crachera sur des spectateurs qu'il juge trop bruyants. Cet incident sera une des sources d'inspiration de l'album suivant du groupe, The Wall.

## Musiciens
- Pink Floyd :
  - David Gilmour : guitare électrique, lap steel guitar, basse, chant, chœurs
  - Nick Mason : batterie, percussions
  - Roger Waters : basse, chant, chœurs, guitare électrique, guitare acoustique
  - Richard Wright : claviers, chœurs
- Musiciens supplémentaires :
  - Dick Parry : saxophones, chœurs
  - Snowy White : guitare, basse, chœurs

## Chansons jouées

### Première partie
- Animals :

1. Sheep
2. Pigs on the Wing (Part I)
3. Dogs
4. Pigs on the Wing (Part II)
5. Pigs (Three Different Ones)

### Deuxième partie
- Wish You Were Here :

1. Shine On You Crazy Diamond (Parts I–V)
2. Welcome to the Machine
3. Have a Cigar
4. Wish You Were Here
5. Shine On You Crazy Diamond (Parts VI–IX)

### Rappels
1. Money
2. Us and Them (à partir de février)
3. Careful with That Axe, Eugene (le 9 mai)
4. Drift Away Blues (improvisation, le 6 juillet)

## Dates
| Date             | Ville                 | Pays                 | Salle                                    | Remarques |
| Europe           | Europe                | Europe               | Europe                                   | Europe    |
| ---------------- | --------------------- | -------------------- | ---------------------------------------- | --------- |
| 23 janvier 1977  | Dortmund              | Allemagne de l'Ouest | Westfalenhallen                          |           |
| 24 janvier 1977  | Dortmund              | Allemagne de l'Ouest | Westfalenhallen                          |           |
| 26 janvier 1977  | Francfort-sur-le-Main | Allemagne de l'Ouest | Festhalle                                |           |
| 27 janvier 1977  | Francfort-sur-le-Main | Allemagne de l'Ouest | Festhalle                                |           |
| 29 janvier 1977  | Berlin-Ouest          | Allemagne de l'Ouest | Deutschlandhalle                         |           |
| 30 janvier 1977  | Berlin-Ouest          | Allemagne de l'Ouest | Deutschlandhalle                         |           |
| 1er février 1977 | Vienne                | Autriche             | Stadthalle                               |           |
| 3 février 1977   | Zurich                | Suisse               | Hallenstadion                            |           |
| 4 février 1977   | Zurich                | Suisse               | Hallenstadion                            |           |
| 17 février 1977  | Rotterdam             | Pays-Bas             | Sportpaleis Ahoy                         |           |
| 18 février 1977  | Rotterdam             | Pays-Bas             | Sportpaleis Ahoy                         |           |
| 19 février 1977  | Rotterdam             | Pays-Bas             | Sportpaleis Ahoy                         |           |
| 20 février 1977  | Anvers                | Belgique             | Palais des sports                        |           |
| 22 février 1977  | Paris                 | France               | Pavillon de Paris                        |           |
| 23 février 1977  | Paris                 | France               | Pavillon de Paris                        |           |
| 24 février 1977  | Paris                 | France               | Pavillon de Paris                        |           |
| 25 février 1977  | Paris                 | France               | Pavillon de Paris                        |           |
| 27 février 1977  | Munich                | Allemagne de l'Ouest | Olympiahalle                             |           |
| 28 février 1977  | Munich                | Allemagne de l'Ouest | Olympiahalle                             |           |
| 1er mars 1977    | Munich                | Allemagne de l'Ouest | Olympiahalle                             |           |
| 15 mars 1977     | Londres               | Royaume-Uni          | Empire Pool                              |           |
| 16 mars 1977     | Londres               | Royaume-Uni          | Empire Pool                              |           |
| 17 mars 1977     | Londres               | Royaume-Uni          | Empire Pool                              |           |
| 18 mars 1977     | Londres               | Royaume-Uni          | Empire Pool                              |           |
| 19 mars 1977     | Londres               | Royaume-Uni          | Empire Pool                              |           |
| 28 mars 1977     | Stafford              | Royaume-Uni          | New Bingley Hall                         |           |
| 29 mars 1977     | Stafford              | Royaume-Uni          | New Bingley Hall                         |           |
| 30 mars 1977     | Stafford              | Royaume-Uni          | New Bingley Hall                         |           |
| 31 mars 1977     | Stafford              | Royaume-Uni          | New Bingley Hall                         |           |
| Amérique du Nord |                       |                      |                                          |           |
| 22 avril 1977    | Miami                 | États-Unis           | Miami Baseball Stadium                   |           |
| 24 avril 1977    | Tampa                 | États-Unis           | Tampa Stadium                            |           |
| 26 avril 1977    | Atlanta               | États-Unis           | The Omni                                 |           |
| 28 avril 1977    | Baton Rouge           | États-Unis           | LSU Assembly Center                      |           |
| 30 avril 1977    | Houston               | États-Unis           | Jeppesen Stadium                         |           |
| 1er mai 1977     | Fort Worth            | États-Unis           | Tarrant County Convention Center         |           |
| 4 mai 1977       | Phoenix               | États-Unis           | Arizona Veterans Memorial Coliseum       |           |
| 6 mai 1977       | Anaheim               | États-Unis           | Anaheim Stadium                          |           |
| 7 mai 1977       | Anaheim               | États-Unis           | Anaheim Stadium                          |           |
| 9 mai 1977       | Oakland               | États-Unis           | Oakland–Alameda County Coliseum          |           |
| 10 mai 1977      | Oakland               | États-Unis           | Oakland–Alameda County Coliseum          |           |
| 12 mai 1977      | Portland              | États-Unis           | Memorial Coliseum                        |           |
| 15 juin 1977     | Milwaukee             | États-Unis           | County Stadium                           |           |
| 17 juin 1977     | Louisville            | États-Unis           | Freedom Hall                             |           |
| 19 juin 1977     | Chicago               | États-Unis           | Soldier Field                            |           |
| 21 juin 1977     | Kansas City           | États-Unis           | Kemper Arena                             |           |
| 23 juin 1977     | Cincinnati            | États-Unis           | Riverfront Coliseum                      |           |
| 25 juin 1977     | Cleveland             | États-Unis           | Municipal Stadium (World Series of Rock) |           |
| 27 juin 1977     | Boston                | États-Unis           | Boston Garden                            |           |
| 28 juin 1977     | Philadelphie          | États-Unis           | The Spectrum                             |           |
| 29 juin 1977     | Philadelphie          | États-Unis           | The Spectrum                             |           |
| 1er juillet 1977 | New York              | États-Unis           | Madison Square Garden                    |           |
| 2 juillet 1977   | New York              | États-Unis           | Madison Square Garden                    |           |
| 3 juillet 1977   | New York              | États-Unis           | Madison Square Garden                    |           |
| 4 juillet 1977   | New York              | États-Unis           | Madison Square Garden                    |           |
| 6 juillet 1977   | Montréal              | Canada               | Stade olympique                          |           |